# SMS Enns
«Драва» — монитор, относящийся к типу «Эннс». В годы Первой мировой войны под именем «Эннс» входил в состава австрийской Дунайской флотилии. 20 декабря 1918 года интернировался в Белграде и включен в югославскую Дунайскую флотилию. 15 апреля 1920 года официально передан Югославии. В апреле 1941 года «Драва» в течение шести дней активно участвовал в боевых действиях, обстреливая аэродромы возле Мохача в Венгрии и отбиваясь от небольшой флотилии венгерских канонерских лодок. 12 апреля 1941 года потоплен немецкой авиацией у Сипа. Позднее поднят венгерскими спасателями и сдан на слом.